# Biathlon al XV Festival olimpico invernale della gioventù europea
Il Biathlon al XV Festival olimpico invernale della gioventù europea si è svolto dal 22 al 25 marzo 2022 a Vuokatti in Finlandia. 

## Podi

### Ragazzi
| Evento                 | Oro          | Tempo   | Argento             | Tempo   | Bronzo        | Tempo   |
| Sprint (dettagli)      | Peter Hak    | 19:57.4 | Mattia Piller Hofer | 20:21.8 | Lou Thievent  | 20:22.2 |
| Individuale (dettagli) | Lou Thievent | 36:34.5 | Konrad Badacz       | 36:59.0 | Jakub Borgula | 37:06.5 |

### Ragazze
| Evento                 | Oro            | Tempo   | Argento        | Tempo   | Bronzo          | Tempo   |
| Sprint (dettagli)      | Sara Andersson | 17:08.9 | Kalra Vendisan | 17:44.0 | Kaja Zorz       | 17:49.0 |
| Individuale (dettagli) | Lena Repinc    | 31:34.7 | Sara Andersson | 31:44.1 | Amandine Mengin | 31:47.6 |

### Misto
| Evento                     | Oro     | Tempo     | Argento   | Tempo     | Bronzo  | Tempo     |
| Staffetta 4x6km (dettagli) | Francia | 1:12:27.8 | Rep. Ceca | 1:12:50.6 | Polonia | 1:13:26.9 |

## Medagliere
| Pos. | Paese      | Oro | Argento | Bronzo | Totale |
| ---- | ---------- | --- | ------- | ------ | ------ |
| 1    | Francia    | 2   | 0       | 2      | 4      |
| 2    | Slovenia   | 1   | 1       | 1      | 3      |
| 3    | Svezia     | 1   | 1       | 0      | 2      |
| 3    | Rep. Ceca  | 1   | 1       | 0      | 2      |
| 5    | Polonia    | 0   | 1       | 1      | 2      |
| 6    | Italia     | 0   | 1       | 0      | 1      |
| 7    | Slovacchia | 0   | 0       | 1      | 1      |